# Ой, хлопче
«Ой, хлопче» (нім. Oh Boy) — німецька чорно-біла трагікомедія режисера Яна Оле Герштера 2012 року.

## У ролях
- Том Шиллінг — Ніко Фішер
- Марк Хоземан — Матце
- Фрідеріке Кемптер — Юліка Гоффман
- Юстус фон Донаньї — Карл Шпеккенбах
- Катаріна Шюттлер — Еллі
- Арнд Клавиттер — Філліп Раух
- Мартін Брамбах — контролер Йорг
- Штеффен Юргенс — Ральф
- Міхаель Гвісдек — Фрідріх
- Ульріх Ньотен — Вальтер Фішер